# The ECW Originals
The ECW Originals fue un stable de lucha libre profesional que hizo apariciones esporádicas en diversas promociones de lucha libre, como Total Nonstop Action Wrestling y, mayormente, WWE.
El nombre del stable deriva de su afiliación con la promoción independiente original Extreme Championship Wrestling, siendo los "ECW Originals" aquellos luchadores que se dieron a conocer en la primera corrida de ECW. Los integrantes de ECW Originals ostentaron el Campeonato Mundial Peso Pesado de la ECW, el Campeonato Televisivo y el Campeonato Mundial en Parejas durante su permanencia en la empresa original.
En julio de 2010, el grupo debutó en Total Nonstop Action Wrestling bajo los nombres EV 2.0 (siendo EV una abreviación de Extreme Violence o Extreme Version). Sin embargo, la reunión de los ECW Originals era implícita, debido a que WWE posee la marca registrada de ECW y otras propiedades.

## Historia

### World Wrestling Entertainment (2006 - 2007)

#### 2006
Cuando la World Wrestling Entertainment (WWE) revivió la Extreme Championship Wrestling (ECW) como una tercera marca, contrataron varios luchadores de la empresa original, apareciendo el 5 de junio en Raw atacando al Campeón de la WWE John Cena. Desde entonces, la ECW recibió su propio programa semanal, con el lema "A New Breed Unleashed" ("Una raza nueva desatada") apareciendo en publicidad televisiva, en el Sci Fi Channel.

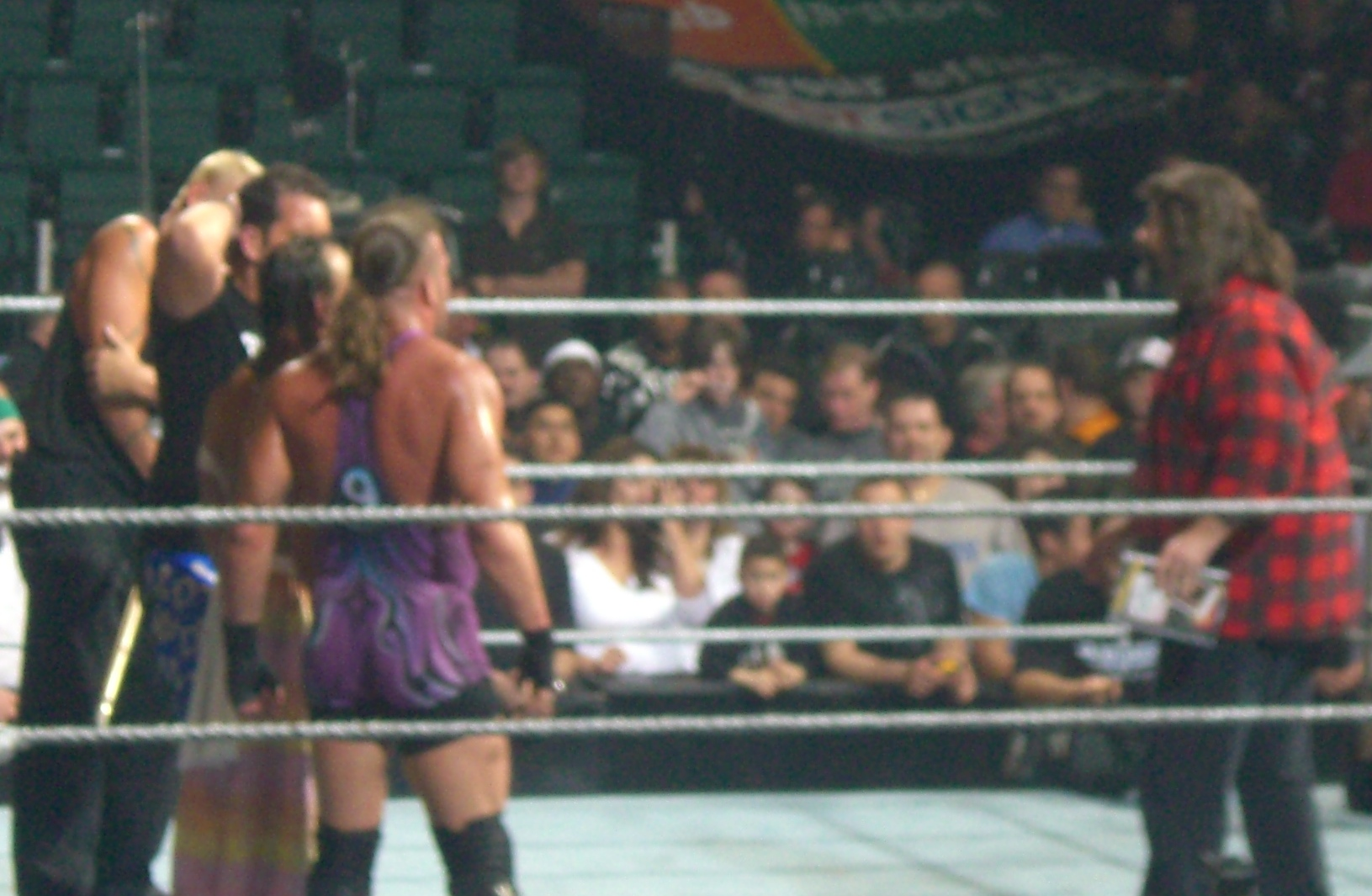
The ECW Originals con Mick Foley

Uno de los primeros feudos de la marca fue entre Mike Knox & Test y The Sandman & Tommy Dreamer.
El 30 de enero de 2007, cuando Vince McMahon apareció en ECW on Sci Fi para –storyline– tener más control de la marca, comenzó a hacer un listado del plantel. Al hacerlo y degradar a los "ECW Originals", corrió tras bastidores mientras llamaba a los recién llegados "New Breed". Prodigió en alabanzas a Elijah Burke al final de la noche, lo que provocó que Dreamer,  Sabu, Balls Mahoney y The Sandman corrieran hacia el ring y atacaran a Burke, dejándolo sobre la lona y mofándose de McMahon.
Durante las semanas siguientes, la guerra continuó con Burke y un número de estrellas "nuevas" que se convertirían en la "New Breed" , comenzando rápidamente un feudo con los Originals, quienes perdieron a Balls Mahoney pero recibieron a Rob Van Dam (Mahoney todavía era un luchador activo y seguía siendo reconocido como integrante del stable, sin embargo, nunca se volvería a involucrar en una lucha con este). The New Breed tuvo un buen arranque en la rivalidad, recogiendo victoria tras victoria sin que ninguno de los ECW Originals lograra hacerle un pin a ninguno de los integrantes de New Breed, hasta tres semanas después, cuando Rob Van Dam logró hacerlo, con Kevin Thorn como víctima. Los equipos siguieron enfrentándose en combates individuales y por equipo, intercambiando victorias en el programa semanal de ECW. The Originals ganaron una standard-rules four-on-four match en WrestleMania 23, pero perdieron la revancha en el programa del martes siguiente, en una Extreme Rules match.
CM Punk había entrado en la storyline como un agente libre codiciado, con los Originals y New Breed tratando de reclutarlo. Punk dejó en claro a ambos lados que no estaba interesado. Los integrantes de ambos stables interferirían en los combates de Punk, con los ECW Originals costándole varias victorias. En el episodio de ECW del 10 de abril, después de una lucha entre Van Dam y Burke, Punk llegó al ringside, pareciendo que se dirigiría a Sabu. En cambio, sin embargo, estrechó la mano de Burke y del resto de New Breed, mostrando su lealtad hacia ellos. Durante las próximas semanas, Punk mostró su lealtad a los integrantes de New Breed, desempeñándose como valet más que como integrante del equipo. Mientras apoyaba abiertamente a Cor Von, Thorn y Stryker, de igual manera no respetaba a Burke, cuestionando constantemente la capacidad de Burke para liderar el stable o ganar luchas individuales. Sin embargo, unas pocas semanas después de unirse, Punk traicionó a New Breed y ayudó a los Originals a derrotarlos en un 8-man elimination tag team match. Esto marcó el final del feudo ya que New Breed empezó a desmoronarse durante una rivalidad que vio a los cuatro integrantes eligiendo como blanco exclusivamente a Punk (y sin éxito).
Con el enemigo común derrotado, parecía que los ECW Originals se habían disuelto silenciosamente, con todos los integrantes concentrándose en sus carreras en solitario. Después de que Mr. McMahon ganara el Campeonato Mundial de la ECW en Backlash, se demostró que los Originals todavía eran un stable cuando McMahon los fastidió con el título. Más tarde, el cuarteto hizo comentarios sobre Vince McMahon convirtiéndose en el nuevo Campeón de la ECW y matando el espíritu del mismo en el sitio web oficial de la WWE. (Cabe señalar que Mr. McMahon ganó el título haciendo equipo con Shane McMahon y Umaga, y cada defensa del título vio al trío compitiendo como un equipo, sin embargo, el único al que se reconoce como poseedor del título es a Mr. McMahon). Esto llevó a un "Extreme Rules" four way dance entre los Originals, con el ganador obteniendo la oportunidad de desafiar a Mr. McMahon por el Campeonato Mundial de la ECW. Van Dam ganó este combate con un Five-Star Frog splash sobre Sandman. Después, fue anunciado que su combate por el título sería un three-on-one handicap match contra Mr. McMahon, su hijo Shane McMahon y Umaga, el cual perdió Van Dam.

#### 2007
El 15 de mayo, Sabu fue despedido de la WWE.
En One Night Stand, Dreamer y Sandman hicieron equipo con CM Punk para derrotar a los integrantes de New Breed remanentes en un tables match. La misma noche, Van Dam estuvo implicado en una lucha contra Randy Orton, en donde – storyline – sufrió una concusión que lo retiró de la televisión. Este sería el último combate de Van Dam bajo contrato con WWE. El 5 de junio, Bobby Lashley derrotó en un 3-on-1 handicap hardcore match a un nuevo ECW Originals encarnado en Tommy Dreamer, Balls Mahoney y Sandman.
El stable se resquebrajó aún más cuando Sandman fue mandado a Raw el 17 de junio y despedido el 11 de septiembre. A mediados de 2007, Stevie Richards hizo equipo con Tommy Dreamer para enfrentarse a New Breed en house shows, reemplazando a Sandman de los ECW Originals. Al equipo de comentaristas anunciar que Elijah Burke era el "antiguo" líder de New Breed, se marcó el final de New Breed y los ECW Originals, así como de su rivalidad.
Después de los despidos de Rob Van Dam en junio de 2007, Balls Mahoney en abril de 2008 y de Stevie Richards en agosto de 2008, Dreamer era el último integrante restante de los ECW Originals en WWE, hasta que fue anunciado su salida propia en enero de 2010, terminando con el linaje de ECW Originals. Eventualmente, ECW fue cancelado el 16 de febrero de 2010 y reemplazado por NXT. Sin embargo, Rob Van Dam regresaría a la compañía a principios de 2013, en la ceremonia de inducción del WWE Hall of Fame 2013, y compitió en Money in the Bank el 14 de julio del mismo año, haciendo de él el único integrante original de ECW Originals todavía empleado por la WWE.

### Total Nonstop Action Wrestling (2010 - 2011)

#### 2010
A pesar de nunca ser nombrados ECW Originals, en la edición del 15 de julio del programa de televisión Impact! de Total Nonstop Action Wrestling, los exluchadores de la ECW Rob Van Dam, Tommy Dreamer, Mick Foley, Raven, Stevie Richards, Rhino, Brother Devon, Pat Kenney y Al Snow llegaron juntos para formar el stable "EV 2.0" y asaltar el vestidor de TNA (aunque TNA tiene prohibido legalmente hacer uso del nombre ECW ya que es propiedad de WWE). La semana siguiente, la presidenta de TNA, Dixie Carter, accedió otorgarle al alumni de ECW su propio evento de pago por visión llamado Hardcore Justice, que tuvo lugar el 8 de agosto. En la edición siguiente de Impact!, Rob Van Dam, Tommy Dreamer, Team 3D, Mick Foley, Sandman, Sabu, Bill Alfonso, Rhino, Raven, Stevie Richards, Guido Maritato y Tony Luke fueron asaltados por Abyss & A.J. Styles, Kazarian, Beer Money, Inc. (Robert Roode & James Storm), Douglas Williams y Matt Morgan del stable Fourtune de Ric Flair, quien pensaba que los originales no merecían estar en TNA. La siguiente semana, la presidenta de TNA le entregó a cada uno de los integrantes de EV 2.0 contratos para que resolvieran sus diferencias con Fourtune. Los contratos de TNA con Team 3D expiraron poco después y no hicieron más apariciones como integrantes de EV 2.0, así como no lo hicieron Bill Alfonso ni Sandman, quien no se presentó en las grabaciones del 23 de agosto de Impact!. Guido Maritato y Tony Luke hicieron su última aparición para TNA en la edición de Impact! del 26 de agosto, en un squash match, donde fueron derrotados por Beer Money, Inc. En la edición de Impact! del 2 de septiembre, Brian Kendrick se unió a EV 2.0, haciéndolo el primer integrante del equipo sin haber pasado por Extreme Championship Wrestling. En No Surrender, EV 2.0 perdió sus tres luchas, donde Sabu desafió sin éxito a Douglas Williams por el Campeonato de la División X de TNA, Rhino perdió ante Abyss en una Falls Count Anywhere match y Dreamer fue derrotado por A.J. Styles en un "I Quit" match. En la edición siguiente de Impact!, Dreamer apareció solo en la Zona de Impacto, admitió la derrota de EV 2.0 e intentó realizar una tregua con Fourtune, pero fue atacado. La semana siguiente regresó con Raven, Stevie Richards, Sabu y Rhino, y anunció que Dixie Carter les había dado a los cinco una Lethal Lockdown match contra Fourtune en Bound for Glory. Más tarde esa misma noche, Sabu perdió ante A.J. Styles en un ladder match para obtener una ventaja en Bound for Glory. En la edición de Impact! en vivo del 7 de octubre, Mick Foley derrotó al líder de Fourtune, Ric Flair, en un Last Man Standing match. En Bound for Glory, Dreamer, Raven, Rhino, Richards y Sabu derrotaron a los miembros de Fourtune: Styles, Kazarian, Morgan, Roode y Storm en un Lethal Lockdown match.

#### 2010 - 2011
En la edición del 21 de octubre de Impact!, Eric Bischoff dijo que alguien de EV 2.0 le había estado llamando, tratando de llegar a ser parte de su nuevo stable Immortal. Rob Van Dam, cuyo amigo Jeff Hardy lo había atacado dos semanas antes para unirse a Immortal, quería averiguar quién había estado hablando con Bischoff y acusó a Raven de hacerlo. Más tarde, él y Sabu fueron derrotados en un tag team match por Beer Money, Inc., después de que Sabu accidentalmente lo golpeara con una silla. Después de la lucha, Sabu y Van Dam empezaron a empujarse, teniendo que ser separados por los demás integrantes de EV 2.0. Después de dos semanas más de discordias entre Van Dam y el resto de EV 2.0, Tommy Dreamer desafió a Van Dam a una lucha en Turning Point. En el pago por visión, Van Dam derrotó a Dreamer y luego hizo las paces con él. También en Turning Point, Brian Kendrick, Raven, Richards, Rhino y Sabu enfrentaron a Fortune en un ten-man tag team match, donde cada uno de los integrantes de EV 2.0 puso sus carreras en juego. Fortune ganó la lucha y Flair despidió a Sabu. Su despido fue verdadero. En la edición siguiente de Impact!, Rhino se reveló como el traidor al que Bischoff se había estado refiriendo, costándole la lucha a Van Dam contra Kazarian y, posteriormente, golpeando a Dreamer con una silla. La semana siguiente, Raven fue forzado a poner su futuro en TNA en juego, en un combate contra el Campeón Mundial Peso Pesado de la TNA, Jeff Hardy. Este último ganó la lucha y, como resultado, Raven fue despedido de la empresa. Su despido de la compañía fue real de igual manera. El 5 de diciembre en Final Resolution, Rhino tuvo su última lucha con la promoción, donde enfrentó y fue derrotado por Van Dam en un First Blood match. Desde entonces, el stable no ha hecho ninguna aparición. El 11 de enero de 2011, Stevie Richards anunció que había renunciado a TNA.

### WWE (2015)

#### 2015
El 30 de noviembre, The Dudley Boyz – quienes habían estado en una rivalidad con The Wyatt Family – trajeron de vuelta a Tommy Dreamer en Raw, estableciendo una encarnación nueva de los ECW Originals.
El 7 de diciembre, el grupo presentó al reintroducido Rhyno en Raw, para ayudarles en su feudo con los Wyatt. El 13 de diciembre en el pago por visión TLC, los ECW Originals salieron derrotados ante la Wyatt Family en un 8-man tables elimination match y nuevamente la noche siguiente en Raw, en una Extreme Rules match.

## Miembros

### World Wrestling Entertainment/WWE
(como "The ECW Originals")
- Balls Mahoney[22]
- Bubba Ray Dudley
- D-Von Dudley
- Rhyno
- Rob Van Dam[53]
- Sabu[53]
- The Sandman[53]
- Stevie Richards[54]
- Tommy Dreamer[53]

### Total Nonstop Action Wrestling
(como "EV 2.0")
- Bill Alfonso
- Brian Kendrick
- Brother Devon*[29]
- Brother Ray*[29]
- Guido Maritato[29]
- Mick Foley* (colíder)[29]
- Raven*[27]
- Rhino*[27]
- Rob Van Dam*[27]
- Sabu[29]
- The Sandman[29]
- Stevie Richards*[27]
- Tommy Dreamer*(colíder)[27]
- Tony Luke[29]
- Taz[29]

Miembros de una sola noche
- Al Snow
- Jerry Lynn
- Pat Kenney / Simon Diamond*
- Tracy Smothers

 (*) - Tenían contratos con TNA Wrestling antes de la storyline.